# Liste des types de jeux

## Types principaux
| - Jeux de conversation (en) - Jeux à boire - Jeux de café - Devinettes - Jeu de chant (en) - Jeux d'esprit (en) - Jeux de société - Jeux de cartes - Jeux de dés - Jeux de figurines - Jeux de papier et de crayon - Jeux de tuiles - Jeux de rôle - Jeux d'adresse - Jeux de stratégie - Jeux de deck-building - Jeux de société allemands - Jeux de société américains (en) - Jeux coopératifs | Jeux vidéo Jeux vidéo par technologie Jeux d'arcade Jeux d'ordinateur Jeux de console Jeux de console portables Jeu électronique portable Jeux mobiles Jeux vidéo par genre ou type Article détaillé : Genre de jeu vidéo . Jeux d'action-aventure Jeux d'aventure Jeux d'évasion Jeux de combat Jeux de tir à la première personne Jeux de tir à la troisième personne Jeux d'arène de combat en ligne multijoueur Jeux de plateforme Jeux de stratégie en temps réel Jeux de rythme Jeux vidéo de rôle Jeux de simulation Jeux sportifs Jeux occasionnels Jeux par navigateur Mini-jeux Jeux de réalité alternative |

## Autres types de jeu[1]
- Casse-tête
- Jeux de hasard
- Jeux éducatifs
- Jeux d'enfants
- Jeux par correspondance
- Jeux de rôle écrits
- Jeux mathématiques
- Jeux omniprésents et jeux de localisation
- Jeux de plein air
- Énigmes
- Jeux de pelouse (en)
- Jeux d'adresse
- Jeux de salon (parlour games)
- Jeux de rachat
- Quiz
- Jeux de guerre
- Jeux de mots
- Jeux de rue (en)
- Jeux de voyage (en)